# Hudson Hornet
Pour les articles homonymes, voir Hudson et Hornet.

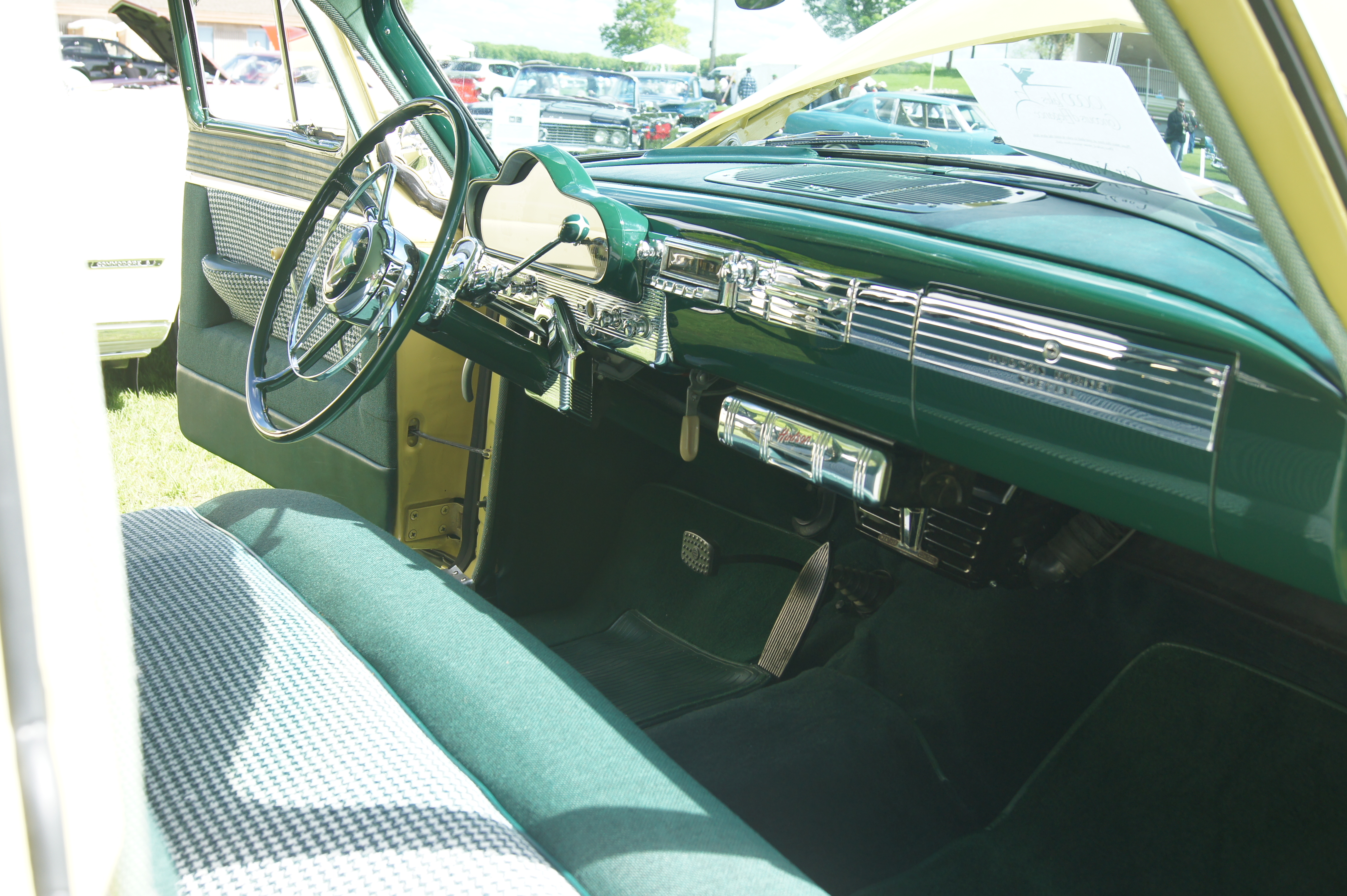
Intérieur 1954.

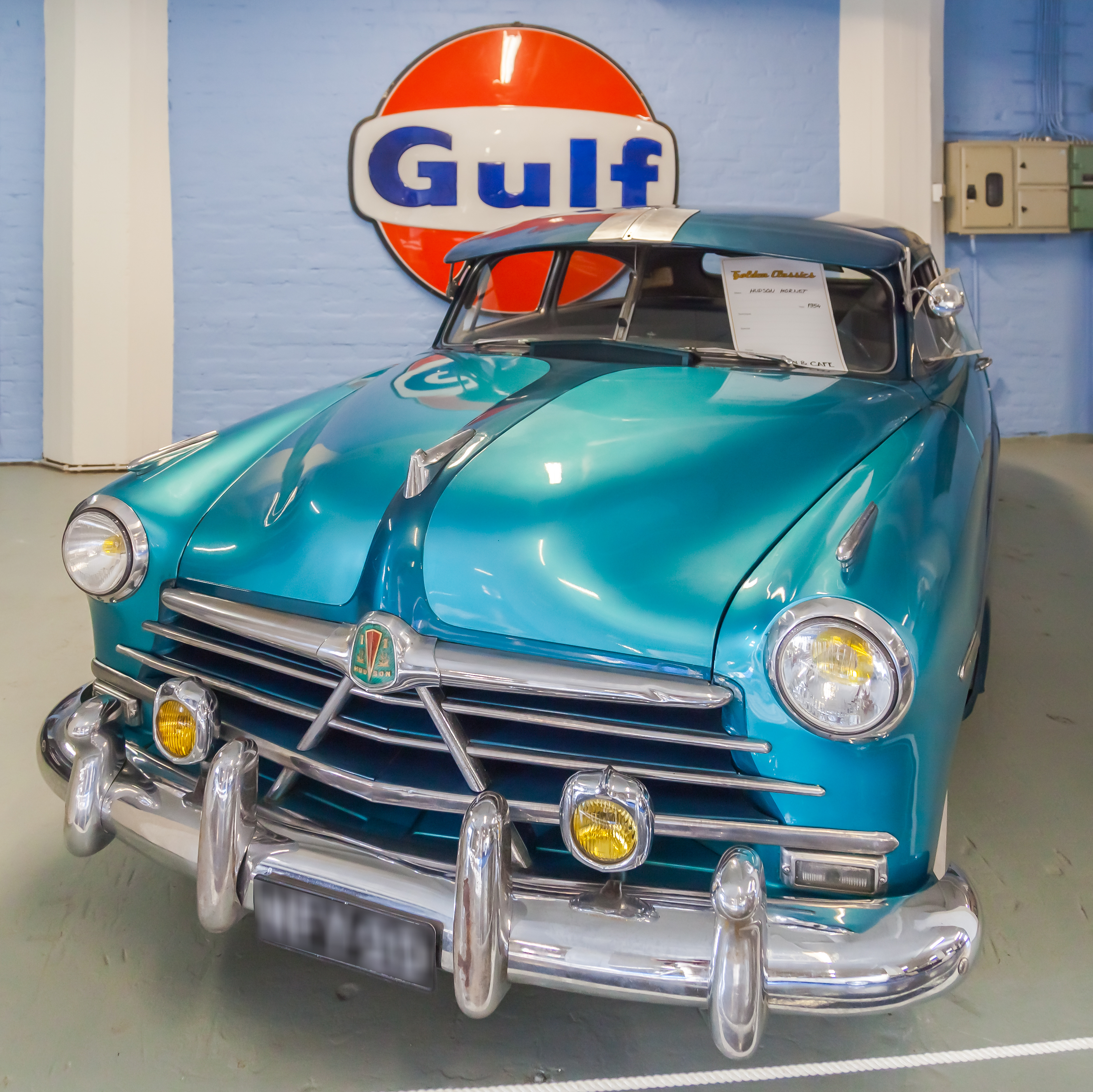
Une Hudson Hornet, modèle 1954.

La Hudson Hornet est une automobile américaine produite par le fabricant Hudson Motor Car Company à Détroit dans le Michigan entre 1951 et 1954. La Hornet a également été fabriquée par American Motors Corporation (AMC) à Kenosha (Wisconsin) et distribuée sous la marque Hudson entre 1955 et 1957.

## 1951 à 1954
La Hornet est basée sur la ligne de la Hudson Commodore Eight, et disponible en modèles deux et quatre portes sedan, coupé cabriolet, et coupé avec toit rigide.
Dans sa version originale de 1951, elle est motorisée par un 6 cylindres en ligne Hudson H-145 avec carburateur double corps développant 146 cv à 3800 tr/min.
À partir de 1952, la voiture est motorisée de la version Twin-H du moteur, équipé de deux carburateurs indépendants, et développant 170 cv. Le moteur pouvant être gonflé à 210 cv en l'équipant d'un kit d'amélioration.
La Hornet est vendue à 46 656 unités en 1951, 35 921 unités en 1952, et 27 208 unités en 1953. La dernière année de sa production, 24 833 Hornets sont produites. 

## Succès en Nascar
Avant le début de la saison 1951, le pilote de NASCAR Marshall Teague visita sans invitation l'usine de Hudson. La Compagnie était si impressionnée de son intérêt qu'on lui offrit le volant d'une Hudson Hornet. Il travailla avec les ingénieurs d'Hudson pour améliorer les performances du moteur six cylindres en ligne de l'auto. On augmente l'alésage des cylindres, on lui met de plus grosses soupapes, on polit et rehausse la chambre à combustion dont on augmente le taux de compression, on change l'arbre à cames, on met un double échappement et un carburateur double. Ceci augmente la puissance de 75 CV de celle de base chez Hudson et forme le kit mentionné précédemment. Ce moteur combiné au plus faible poids de l'auto et à son centre de gravité plus bas, par sa construction nommé "Step Down" où le plancher était plus bas que le châssis, permettaient à la Hornet de battre des voitures plus puissantes. Cette version spéciale de la Hornet sera appelée Fabulous Hudson Hornet par Teague. 
D'autres coureurs adoptent également la Hornet : Herb Thomas, Dick Rathmann, Fonty Flock, Tim Flock, Jack McGrath, Rebel Frank Mundy et Lou Figaro. Ensemble, ils totalisent à travers les différentes catégories de NASCAR : 13 victoires en 1951, 49 victoires en 1952 et 46 victoires en 1953. La Fabulous Hudson Hornet de Teague, remporte 14 victoires à elle seule dans la catégorie AAA de NASCAR et durant l'année 1952, les Hornets pilotées par Marshall Teague, Herb Thomas, Tim Flock (et les autres) remportent 27 des 34 courses majeures de NASCAR sous les couleurs de l'équipe Hudson. 
| 27 courses majeures de 1952 gagnées par la Hudson Hornet |                 |                             |
| Date                                                     | Gagnant         | Course                      |
| 20 janvier                                               | Tim Flock       | Palm Beach Speedway         |
| 10 février                                               | Marshall Teague | Daytona Beach Course        |
| 6 mars                                                   | Marshall Teague | Speedway Park               |
| 30 mars                                                  | Herb Thomas     | N. Wilkesboro Speedway      |
| 6 avril                                                  | Dick Rathmann   | Martinsville Speedway       |
| 12 avril                                                 | Buck Baker      | Columbia Speedway           |
| 27 avril                                                 | Herb Thomas     | Central City Speedway       |
| 4 mai                                                    | Dick Rathmann   | Langhorne Speedway          |
| 10 mai                                                   | Dick Rathmann   | Darlington Raceway          |
| 18 mai                                                   | Dick Rathmann   | Dayton Speedway             |
| 30 mai                                                   | Herb Thomas     | Canfield Fairgrounds        |
| 1er juin                                                 | Tim Flock       | Fort Miami Speedway         |
| 8 juin                                                   | Tim Flock       | Occoneechee Speedway        |
| 15 juin                                                  | Herb Thomas     | Charlotte Speedway          |
| 29 juin                                                  | Tim Flock       | Michigan Fairgrounds        |
| 1er juillet                                              | Buddy Shuman    | Stamford Park               |
| 4 juillet                                                | Tim Flock       | Shangri-La Speedway         |
| 6 juillet                                                | Tim Flock       | Monroe Speedway             |
| 20 juillet                                               | Tim Flock       | Playland Park Speedway      |
| 15 août                                                  | Tim Flock       | Monroe County Fairgrounds   |
| 17 août                                                  | Bob Flock       | Asheville-Weaverville Spdwy |
| 21 septembre                                             | Dick Rathmann   | Dayton Speedway             |
| 28 septembre                                             | Herb Thomas     | Wilson County Speedway      |
| 19 octobre                                               | Herb Thomas     | Martinsville Speedway       |
| 26 octobre                                               | Herb Thomas     | N. Wilkesboro Speedway      |
| 16 novembre                                              | Donald Thomas   | Lakewood Speedway           |
| 30 novembre                                              | Herb Thomas     | Palm Beach Speedway         |

## 1955 à 1957
Sous les couleurs du fabricant American Motors Corporation (AMC), la Hornet est de nouveau fabriquée pendant 3 ans, à Kenosha (Wisconsin). Bien qu'elle conserve le même style, elle est désormais basée sur les précédents modèles de Nash Motors et motorisée par un V8. Au passage, la version coupé cabriolet disparaît du catalogue.
En 1956, AMC décide de donner davantage de caractère au modèle, et lui applique le fameux V-Line Styling, qui lui confère l'un des looks les plus uniques des années 1950. Le style se fonde sur le traditionnel triangle en V du logo de la marque Hudson, et met en exergue ce V de toutes les manières imaginables à l'intérieur et à l'extérieur du véhicule. En combinaison avec une peinture trois tons, le look de la voiture est unique et immédiatement reconnaissable.
Cependant, le modèle n'emballe pas les foules, et les ventes chutent de 13 130 à 8 152 exemplaires. Une nouvelle retouche du style les fait même tomber à 3 108 exemplaires, entraînant la fin de la production de la Hornet le 25 juin 1957.

## La Hornet au cinéma
• Dans le film d'animation Cars, réalisé par Pixar en 2006, le personnage de Doc Hudson est représenté par la Fabulous Hudson Hornet auquel Paul Newman prête sa voix (Bernard-Pierre Donnadieu en version française).
• Dans  The Irishman  de Martin Scorsese, Robert De Niro dans le rôle de Frank Sheeran conduit une Hudson Hornet noire.